# Wolfgang Nestler

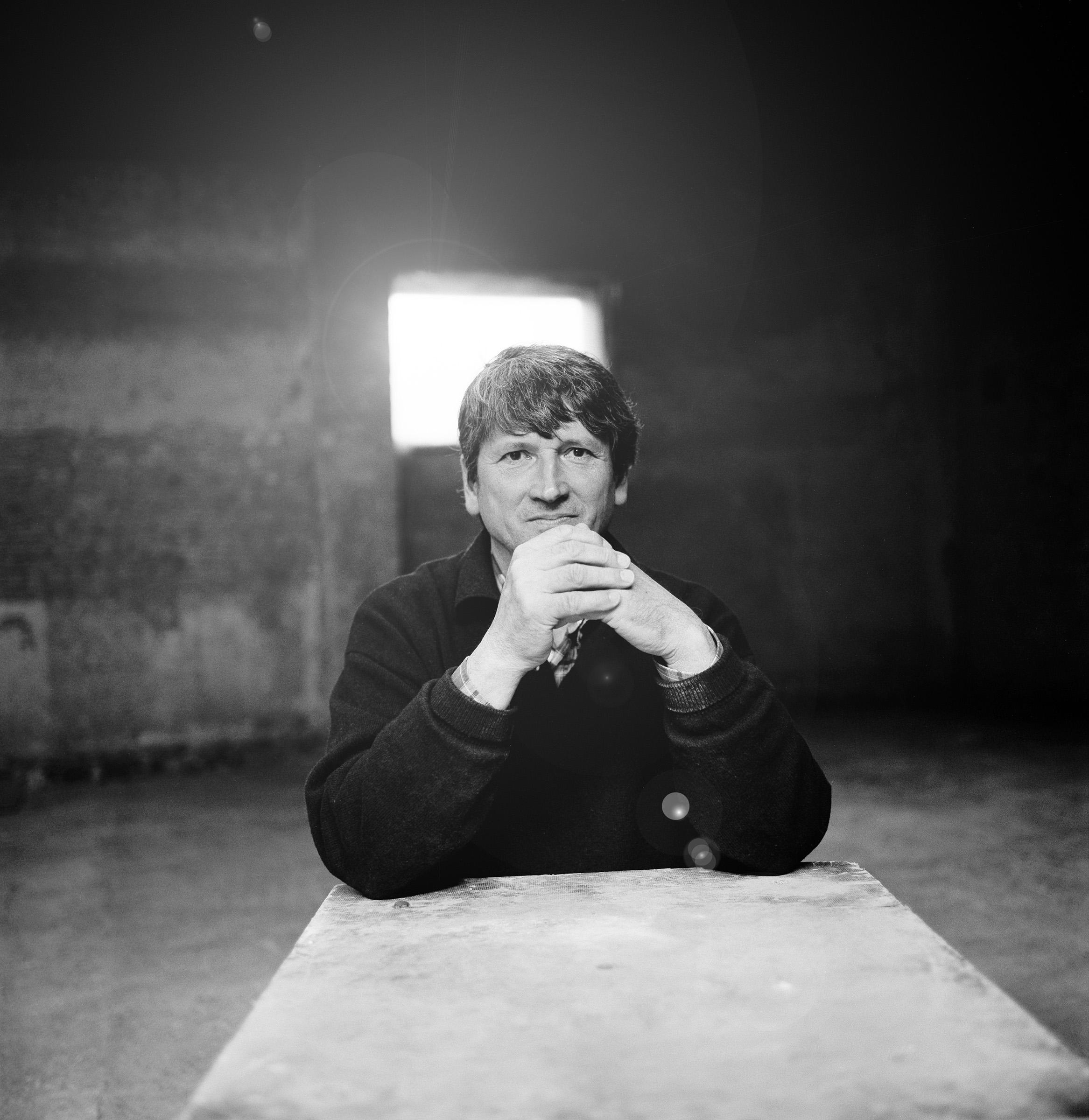
Wolfgang Nestler fotografiert von Oliver Mark, Völklingen 1996

Wolfgang Nestler (* 8. September 1943 in Gershausen im Landkreis Hersfeld) ist ein deutscher Bildhauer, Fotograf und Zeichner.

## Leben
Wolfgang Nestler wuchs in Witten an der Ruhr auf und machte am dortigen Städtischen Gymnasium für Jungen Abitur. Von 1967 bis 1973 studierte er an der Staatlichen Kunstakademie Düsseldorf; er war Meisterschüler bei Erwin Heerich. Gleichzeitig machte er eine Ausbildung zum Schmied. Von 1972 bis 1977 war er als Kunsterzieher am Couven-Gymnasium in Aachen angestellt. Von 1987 bis 1989 hatte er eine Professur an der Universität Siegen und von 1990 bis 2007 war er Professor für Plastik und Bildhauerei an der Hochschule der Bildenden Künste Saar in Saarbrücken. Er wurde emeritiert. Er nahm regelmäßig an Ausstellungen im Deutschen Künstlerbund teil. Zu seinen Absolventen und Meisterschülern zählen beispielsweise: Peter Ondraczek, Steffen Krüger, Tanja Endress-Klemm und Dieter Call.
Zahlreiche Arbeiten befinden sich im öffentlichen Raum, unter anderem sechs Plastiken beim Bundesministerium für Verkehr, Bau und Stadtentwicklung in Bonn, eine plastische Installation im Justizministerium, eine Stahlplastik in der Bundesgartenschau Stuttgart und eine Steinskulptur als Mahnmal für die Opfer des Naziregimes in Krefeld.

## Werk

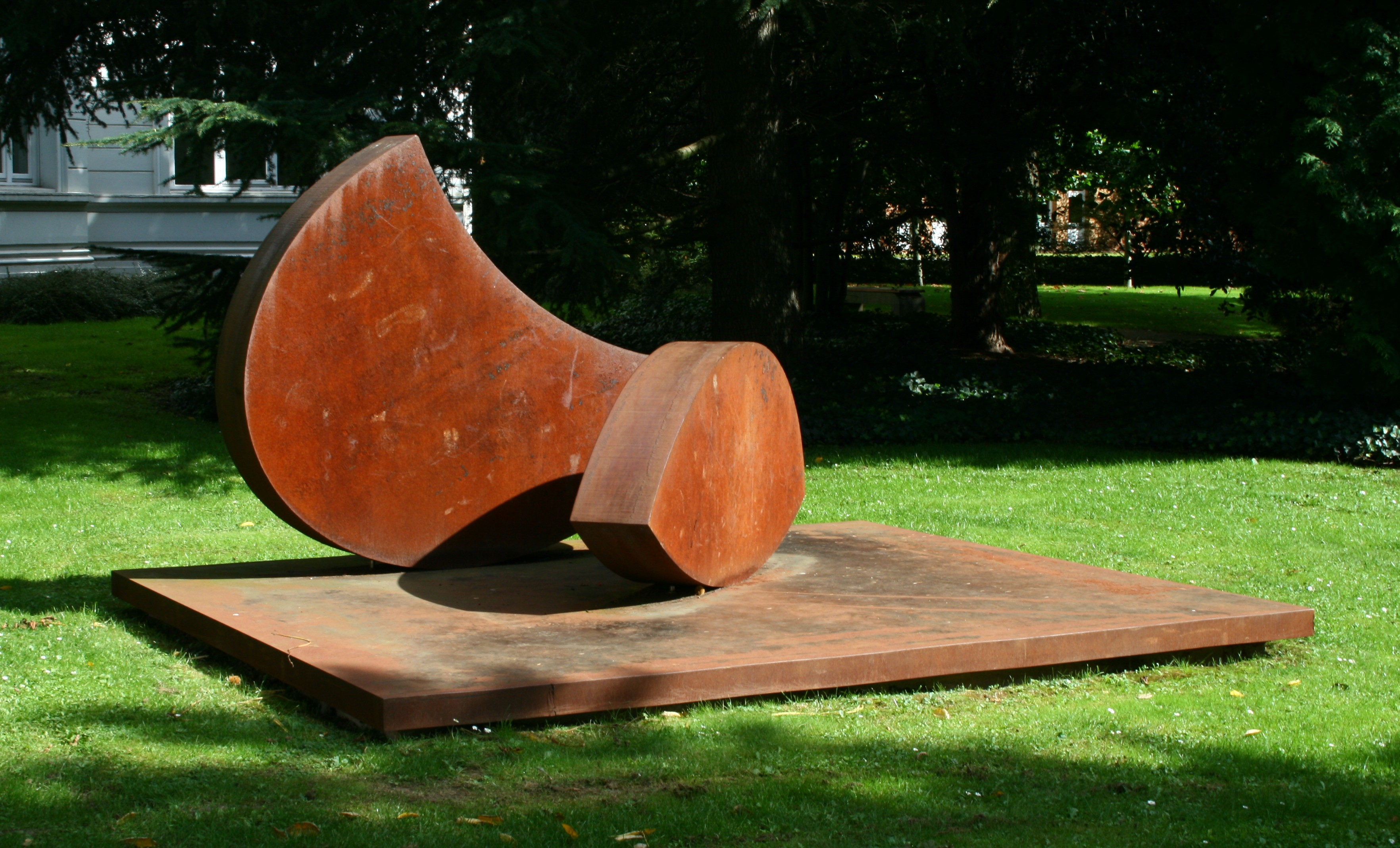
Position im Schwerpunkt von Wolfgang Nestler in der Skulpturensammlung Viersen

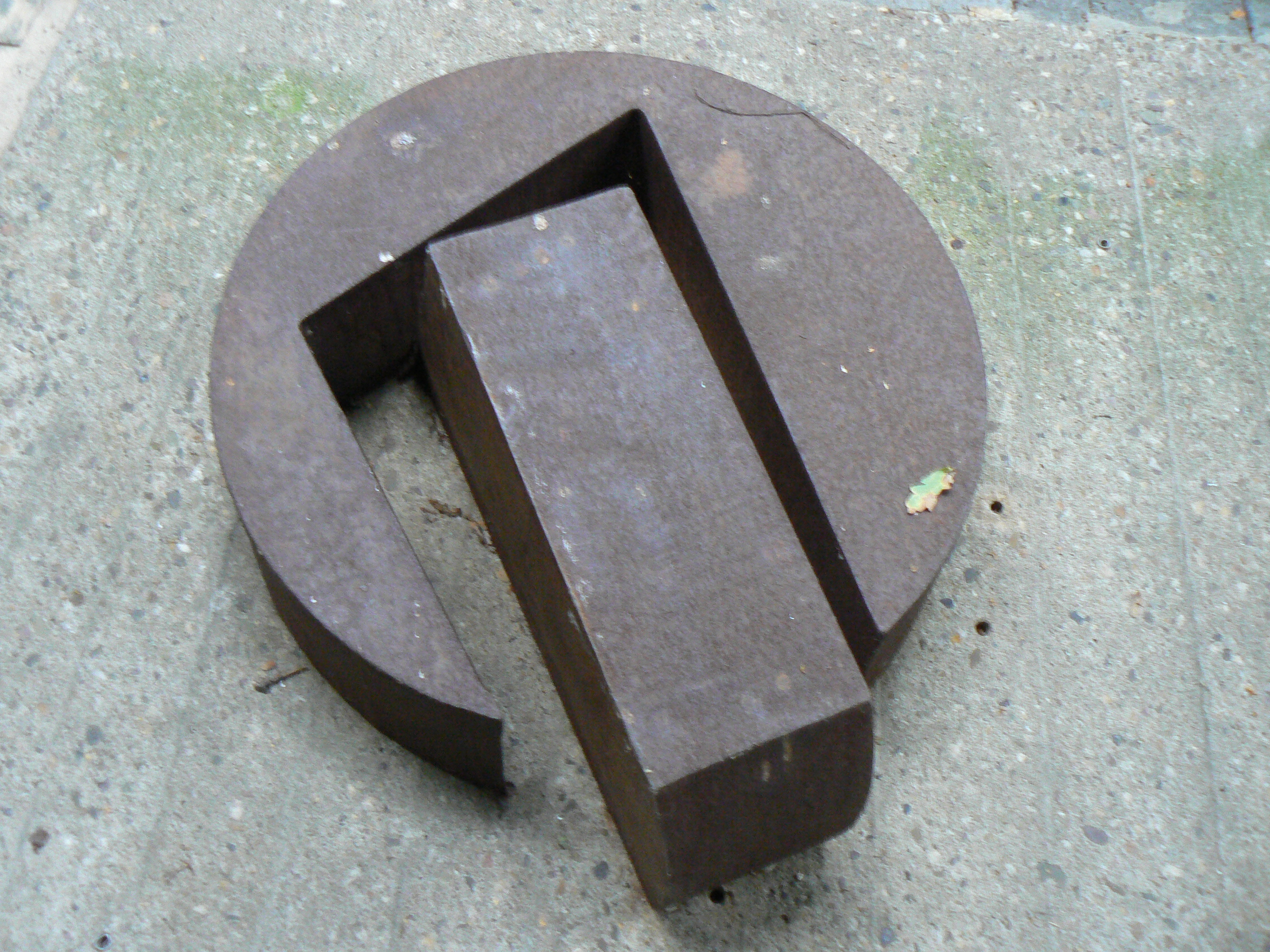
Skulptur von Wolfgang Nestler im Marler Skulpturenmuseum Glaskasten

Nestlers Thema ist die Energie der Form; er inszeniert bei seinen Arbeiten oft ein fragiles Kräftespiel von Eisenstangen, Gelenkstücken, Scharnieren oder er balanciert zum Beispiel massive Blöcke aus. „Plastik ist für Nestler auch eine sehr persönliche, ja, intime Form, das eigene Harmoniebedürfnis auszudrücken – um ein äußeres Gleichgewicht zu finden, das zu einem inneren Gleichgewicht kommt. In dieser Kontemplation auf dem Schwebebalken ist jede Plastik zentriert.“ Ähnlich geben zum Beispiel Vertretern modernen Bildhauerkunst wie Richard Serra, George Rickey, Alf Schuler und Klaus Rinke der Physikalität eigene Interpretationen. Auch aus Schaumpolystyrol und Schaumstoff schafft Nestler voluminöse und leichtgewichtige Werke, doch seine bevorzugten Ausdrucksträger sind Eisen und Stahl, die er durch Schmieden, Schweißen, Gießen und Zerteilen bearbeitet. Das Ergebnis sieht, oberflächlich gesehen, oft einfach und schön aus, dem aber ein intellektueller Anspruch entspricht, „in dem abstraktes Denken, technische Präzision und naturgesetzliche Bedingungen kunstvoll zusammentreffen.“

## Fotografie
In seinen Fotogrammen, die er ab 1967 herstellt, bekommen alltägliche Dinge wie Rinnsteine, Schiebegitter u. Ä. einen über das Zweckmäßige hinausgehenden Wert. Hinzu kommen Bilder aus der Natur, wie dem Kaspischen Wald von, die bei einer Exkursion entstanden sind und diesen bis dahin unberührten Fleck der Erde mit selten gewordenen Pflanzen und Bäumen so zeigen, dass die Natur gleichzeitig wie errichtete Architektur erscheint. Zudem erinnert sie an die Strukturen der menschlichen Lunge und steht als Verweis auf die Lunge der Natur.

## Zeichnungen
In seinen Zeichnungen stellt Nestler häufig Landschaften oder Pflanzen dar. Sie sind also meist gegenständlich und verweisen damit auch auf die Vorbilder, die zu den ungegenständlichen Plastiken führen.

## Auszeichnungen
- 1974: Stipendium der Stadt Aachen
- 1975: Kunstpreis Berlin
- 1976: Förderpreis des Landes Nordrhein-Westfalen
- 1977: Karl-Schmidt-Rottluff-Stipendium
- 1977: Kunstpreis der Böttcherstraße, Bremen
- 1980: Preis der deutschen Kunstkritiker
- 1995: Kunstpreis Robert Schuman für Bildende Kunst
- 2005: Landespreis Hochschullehre für das Projekt „Weltkulturerbe im Austausch“

## Ausstellungen (Auswahl)
Einzelausstellungen
- 1974: Museum Haus Lange, Krefeld
- 1978: Kaiser-Wilhelm-Museum, Krefeld
- 1981: Museum Pfalzgalerie, Kaiserslautern
- 1981: Neue Galerie Sammlung Ludwig, Aachen
- 1984: Badischer Kunstverein, Karlsruhe
- 1996: Neuer Aachener Kunstverein
- 1997: Skulpturensammlung Viersen
- 1999: Kunstmuseum Moritzburg, Halle
- 1999: Landesmuseum Mainz
- 2000: Schloss Moyland
- 2007: Kunstverein Dillingen, Altes Schloss, Dillingen

Gruppenausstellungen
- 1977: documenta 6, Kassel
- 1980: Staatsgalerie Stuttgart
- 1982: Nationalgalerie Berlin
- 1986: Von der Heydt-Museum, Wuppertal
- 1987: Documenta 8, Kassel
- 1993: Deutscher Künstlerbund, Dresden
- 1997: Rheinisches Landesmuseum, Bonn
- 1998: Städtische Galerie im Park Viersen
- 2000: Kunstverein für die Rheinlande und Westfalen, Düsseldorf
- 2004: Ludwig Forum für Internationale Kunst, Aachen
- 2006: Lehmbruck-Museum, Duisburg

## Bildbände und Kataloge
- Wolfgang Nestler - Kraft, die niemand fürchtet: Tätige Form, Plastiken. Werkverzeichnis 1967-2017 / Wolfgang Nestler - The Power No One Fears. Form at Work, Sculptures. Catalogue Raisonné 1967-2017. Herausgegeben von Jo Enzweiler. Verlag St. Johann, Saarlouis 2017, ISBN 978-3-9817447-5-0
- Künstlerblatt. Wolfgang Nestler. Laboratorium, Institut für Aktuelle Kunst im Saarland. Verlag St. Johann, Saarbrücken 2007. ISBN 978-3-938070-11-6
- Tischgalerie. Ein Kunstprojekt von Wolfgang Nestler. TIGA, Aachen 2006. ISBN 978-3-00-018680-6
- Form zeigt sich. Die Künstlerklasse von Wolfgang Nestler in den 90er Jahren des 20. Jahrhunderts. Das Völklingen-Projekt. Hochschule der Bildenden Künste Saar, Atelier Handwerkergasse im Weltkulturerbe Völklinger Hütte. Monschau 2002. ISBN 3-00-010156-X
- Michael Eissenhauer (Hrsg.): Wechselreden. Graphisch-photographische Bildeinmischungen von Wolfgang Nestler und Ullrich Kerker. Kunstsammlungen der Veste Coburg, Coburg 2001. ISBN 3-87472-080-2
- Cornelia Wieg: Wolfgang Nestler, Rastplatz für die Windstille. Skulpturen und Projekte. Staatliche Galerie Moritzburg, Halle 1999. ISBN 3-86105-033-1
- Der Kuckuck „Ruf-dich!“. Das Wort im Universellen Leben, Marktheidenfeld 1998. ISBN 3-89201-106-0
- Cornelieke Lagerwaard (Hrsg.): Wolfgang Nestler. Museum St. Wendel 1995. ISBN 3-928810-20-0
- Mathias Beck (Hrsg.): Wolfgang Nestler, William Butler Yeats. Edition Beck, Homburg/Saar 1991. ISBN 3-924360-31-6
- Wolfgang Nestler, plastische Objekte. Gesamthochschule Siegen 1986
- Wolfgang Nestler. Skulpturen – Fotografien 1970–1984. Badischer Kunstverein, Karlsruhe 1984
- Wolfgang Nestler. Eisenplastik 1971–1981. Pfalzgalerie Kaiserslautern 1981
- Wolfgang Nestler. Fotografien. Neue Galerie. Aachen 1981
- Wolfgang Nestler. Ausstellungshallen Mathildenhöhe Darmstadt. Karl-Schmidt-Rottluff-Förderungsstiftung, Berlin 1979
- Wolfgang Nestler. Skulpturen, Zeichnungen, Fotos. Württembergischer Kunstverein, Stuttgart 1978
- Wolfgang Nestler. Eisen- und Holzobjekte. Neue Galerie, Sammlung Ludwig, Aachen 1978